# Szilágy
Szilágy là một thị trấn thuộc hạt Baranya, Hungary. Thị trấn này có diện tích 11,55 km², dân số năm 2010 là 304 người, mật độ 26 người/km².